# 楊明山
杨明山（1905年3月—1995年11月10日），原名杨仲山，又名杨思畅，字明山，男，河南省光山县（现新县郭家河乡麻布村）人，中国人民解放军开国大校，中国人民解放军少将，中国共产党党员。
杨明山于1925年加入中国共产党，1929年加入赤卫队并担任队长。1930年参加中国工农红军，历任班长、排长、政治指导员、营政委、团政委等职。
在土地革命战争期间，杨明山参与了多次“反围剿”斗争和重要战役，表现出色。1935年，他随红四方面军长征，并在途中担任红27师团政治委员，参与了嘉陵江、三城堡等战斗。抗日战争时期，杨明山在总政直属工作部担任股长、处长等职，并参加了刘传铺、天水堡等战斗。解放战争时期，他历任民建二军五师参谋长、冀鲁豫军区军政处长、豫北军分区副政委等职，并参与了近居店等战斗。
中华人民共和国成立后，杨明山历任平原军区干部部部长、政治部主任、北京军区二炮干部部部长、河北省军区副政治委员等职。1964年，杨明山晋升少将军衔。曾荣获二级八一勋章、二级独立自由勋章、二级解放勋章。1988年荣获一级红星功勋荣誉章。
1995年11月10日，杨明山因病医治无效在保定逝世，享年90岁。